# Georg Kranz
Georg Kranz (* 1. April 1934 in Potsdam; † 3. März 2023) war ein deutscher Filmarchitekt und Szenenbildner.

## Leben
Kranz wurde 1934 in Potsdam geboren. Er wirkte seit den frühen 1960er Jahren an zahlreichen DEFA-Produktionen mit. Dort war er am Entstehen von Film- und Fernsehproduktionen wie Die goldene Gans (in dem er auch in einer kleinen Nebenrolle als Herold des Königs auftrat), Zeit der Störche, Schwester Agnes, Zur See, Die Geschichte vom goldenen Taler und Sachsens Glanz und Preußens Gloria beteiligt. Nach der Wende entließ die DEFA Ende 1990 die meisten ihrer Filmarbeiter, darunter auch alle Szenenbildner.
Später wirkte Kranz ab dem Jahr 1995 an fast 100 Folgen der Fernsehserie Für alle Fälle Stefanie als Szenenbildner.

## Filmografie (Auswahl)
- 1962: Ach, du fröhliche …
- 1963: Vom König Midas
- 1963: …keine Leute!…
- 1964: Viel Lärm um nichts
- 1964: Die goldene Gans
- 1965: Der Frühling braucht Zeit
- 1965: Das Risiko (Fernsehfilm)
- 1967: Er ging allein (Fernsehfilm)
- 1967: Der Mann aus Kanada (Fernsehfilm)
- 1968: Tod im Preis inbegriffen (Fernsehfilm)
- 1968: Ich – Axel Cäsar Springer (Fernsehserie, 2 Episoden)
- 1969: Projekt Aqua (Fernsehfilm)
- 1969: Hans Beimler, Kamerad (Fernsehserie, 4 Episoden)
- 1971: Zeit der Störche
- 1972: Trotz alledem!
- 1972: Leichensache Zernik
- 1972: Der Regimentskommandeur (Fernsehfilm)
- 1973: Unterm Birnbaum
- 1974: Der Leutnant vom Schwanenkietz (Fernsehmehrteiler, 3 Episoden)
- 1975: Schwester Agnes (Fernsehfilm)
- 1975: Fischzüge (Fernsehfilm)
- 1977: Zur See (Fernsehserie, 9 Episoden)
- 1977: Wer reißt denn gleich vor’m Teufel aus
- 1977: Du und icke und Berlin (Fernsehfilm)
- 1978: Ursula (Fernsehfilm)
- 1978: Ein Sonntagskind, das manchmal spinnt
- 1979: Feuer unter Deck
- 1979: Das Pferdemädchen
- 1980: Komödianten-Emil
- 1980: Max und siebeneinhalb Jungen
- 1980: Heute Abend und morgen früh
- 1981: Asta, mein Engelchen
- 1981: Der Dicke und ich
- 1981: Zwei Freunde in Preußen (Fernsehfilm)
- 1982: Die Beunruhigung
- 1983: Die Schüsse der Arche Noah
- 1983: Der Mann und sein Name (Fernsehfilm)
- 1985: Die Geschichte vom goldenen Taler (Fernsehfilm)
- 1985: Meine Frau Inge und meine Frau Schmidt
- 1986: Je t’aime, chérie
- 1986: Das Buschgespenst (Fernsehfilm)
- 1987: … und ich dachte, du magst mich
- 1987: Sachsens Glanz und Preußens Gloria (Fernsehmehrteiler, 1 Episode)
- 1989: Verflixtes Mißgeschick!
- 1989: Polizeiruf 110: Der Wahrheit verpflichtet (Fernsehfilm)
- 1989: Die verschwundene Miniatur (Fernsehfilm)
- 1989: Der Drache Daniel
- 1991: Der Zwerg im Kopf (Fernsehfilm)
- 1995–1998: Für alle Fälle Stefanie (Fernsehserie, 96 Episoden)